# Bussemåla
Bussemåla var före 2015 en av SCB avgränsad och namnsatt småort i Ronneby socken i Ronneby kommun i Blekinge län. Småorten upphörde 2015 när området växte samman med bebyggelsen i Ronnebyhamn.